# Участники Поместного собора Православной российской церкви (1917—1918)
Согласно принятому Предсоборным советом 4 июля 1917 года «Положению о созыве Поместного собора Православной Всероссийской Церкви в Москве 15 августа 1917 года», в состав Собора входили члены по выборам, по должностям и по приглашению Святейшего синода. К участию в занятиях Священного собора были призваны по должности: члены Святейшего правительствующего синода и Предсоборного совета, все епархиальные архиереи (штатный епископат Российской церкви), два протопресвитера — Успенского собора и военного духовенства, наместники четырёх лавр, настоятели Соловецкого и Валаамского монастырей, Саровской и Оптиной пустыни; также по избранию: от каждой епархии по два клирика и по три мирянина, представители монашествующих, единоверцев, духовных академий, воинов действующей армии, представители Академии наук, университетов, Государственного совета и Государственной думы.
Всего в Поместном соборе полномочно участвовало 567 членов (ещё 33 избранных члена по разным причинам прибыть не смогли или были лишены права участвовать вследствие отмены выборов на епархиальных собраниях): 84 архиерея, 135 пресвитеров, 9 диаконов и 26 псаломщиков из белого духовенства, 18 монашествующих (архимандритов, игуменов и иеромонахов) и 295 мирян.
Таким образом, миряне составляли большинство членов Собора, что было отражением господствовавших тогда чаяний к восстановлению соборности в Церкви. Однако Устав Собора предусматривал особую роль и полномочия епископата: вопросы догматического и канонического характера по их рассмотрении Собором подлежали утверждению на Совещании епископов.
Во время соборной деятельности сложили полномочия, были признаны выбывшими или не явились на очередную сессию 343 человека, из них 42 были замещены.
В список внесены все члены Священного собора за время его деятельности с 15 августа 1917 года по 7 (20) сентября 1918 года в алфавитном порядке (зачёркнуты не участвовавшие в заседаниях).

## Список по алфавиту
1. Аббати, Андрей Иванович, лесничий Абинского войскового лесничества Кубанского войска, мирянин от Ставропольской епархии, 34 года, станица Крымская Кубанской области.
2. Абрамов, Николай Матвеевич, профессор Донского Политехнического института, мирянин от Донской епархии, 41 год, Новочеркасск.
3. Авдиев, Александр Васильевич, псаломщик села Орехова Владимирской епархии, клирик от Владимирской епархии, 25 лет, село Орехово Покровского уезда Владимирской епархии.
4. Аверкий (Кедров), епископ Острожский, третий викарий Волынской епархии, по приглашению Собора, 39 лет, Житомир.
5. Агапит (Вишневский), епископ Екатеринославский и Мариупольский, Председатель Хозяйственно-Распорядительного Совещания при Соборном Совете [до декабря 1917 года], 50 лет, Екатеринослав.
6. Агафангел (Преображенский), архиепископ, с 28 ноября 1917 года митрополит Ярославский и Ростовский, присутствующий в Святейшем Синоде, член Предсоборного Совета, 62 года, Ярославль.
7. Агафодор (Преображенский), архиепископ Кавказский и Ставропольский, 80 лет, Ставрополь.
8. Аггеев, Константин Маркович, протоиерей, председатель Учебного Комитета при Святейшем Синоде, заместитель члена Высшего Церковного Совета, член Предсоборного Совета, 49 лет, Петроград.
9. Аксёнов, Леонид Дмитриевич, по избранию от Псковской епархии как заместитель Н. Ф. Соколова, 42 года.
10. Александр (Григорьев), архимандрит, наместник Боголюбова монастыря Владимирской епархии, от монашествующих, 43 года, Боголюбов монастырь Владимирской епархии.
11. Александр (Трапицын), епископ Вологодский и Тотемский, 55 лет, Вологда.
12. Александров, Павел Иванович, священник, благочинный Ишимского уезда, клирик от Тобольской епархии, 41 год, село Рынки Ишимского уезда, Тобольской епархии.
13. Алексий (Баженов), епископ Николаевский, первый викарий Херсонской епархии, управлявший Херсонскою епархиею, 45 лет, Одесса. Не прибыл.
14. Алексий (Житецкий), архимандрит, настоятель Боровского Пафнутиева монастыря, Калужской епархии, заместитель члена Высшего Церковного Совета, от монашествующих, 48 лет, Боровский Пафнутиев монастырь Калужской епархии.
15. Алексий (Соловьёв), иеромонах, духовник Смоленской Зосимовой пустыни Московской епархии, от монашествующих, 71 год, Смоленская Зосимова пустынь Московской епархии.
16. Альбицкий, Александр Геннадиевич, священник Вознесенского собора города Семёнова Нижегородской епархии, член Государственной Думы IV созыва, клирик от Нижегородской епархии, 48 лет, Семёнов Нижегородской епархии.
17. Амвросий (Булгаков), архимандрит, наместник Киево-Печерской Лавры, 71 год, Киево-Печерская Лавра, Киев.
18. Амвросий (Смирнов), епископ Елецкий, викарий Орловской епархии, заместитель Серафима, Епископа Орловского и Севского, 44 года, Орёл.
19. Анастасий (Грибановский), архиепископ Кишиневский и Хотинский, председатель Отдела о церковном имуществе и хозяйстве, председатель Религиозно-Просветительного Совещания при Соборном Совете, член Священного Синода, 44 года, Кишинёв.
20. Анатолий (Грисюк), Епископ Чистопольский, викарий Казанской епархии, заместитель митрополита Иакова (Пятницкого), 37 лет, Казань.
21. Анатолий (Каменский), епископ Томский и Алтайский, член Государственной Думы IV созыва, 54 года, Томск.
22. Андреев, Александр Васильевич, председатель приходского совета Свято-Троицкого собора в Енотаевске, мирянин от Астраханской епархии, 49 лет, Енотаевск Астраханской епархии. Признан выбывшим из состава Собора.
23. Андреев, Иван Дмитриевич, профессор Петроградского Университета, от Петроградского Университета, Петроград. Не прибыл и сложил полномочия по состоянию здоровья.
24. Андреев, Фёдор Григорьевич, мирянин от Екатеринославской епархии, 52 года, г. Юзовка Екатеринославской епархии.
25. Андрей (Ухтомский), епископ Уфимский и Мензелинский, присутствующий в Святейшем Синоде, член Предсоборного Совета, 44 года, Уфа.
26. Андриевский, Иван Филиппович, священник Николаевской церкви г. Курска, клирик от Курской епархии, 42 года, Курск.
27. Андроник (Никольский), епископ Пермский и Кунгурский, член Предсоборного Совета, председатель Отдела о правовом и имущественном положении духовенства, заместитель члена Священного Синода, 47 лет, Пермь.
28. Андроников, Иван Александрович, присяжный поверенный, мирянин от Тобольской епархии, 50 лет, г. Тюмень Тобольской епархии.
29. Андронов, Влас Евдокимович, церковный староста, от Енисейской епархии, 55 лет, Ачинск Енисейской епархии.
30. Антоний (Храповицкий), архиепископ, с 28 ноября 1917 года митрополит Харьковский и Ахтырский, член Святейшего Синода, Товарищ Председателя Священного Собора, член Соборного Совета, председатель Отдела о единоверии и старообрядчестве, кандидат в Патриархи, член Священного Синода, 54 года, Харьков.
31. Антонинов, Василий Петрович, епархиальный наблюдатель церковно-приходских школ Владивостокской епархии, мирянин от Владивостокской епархии, 50 лет, Владивосток Приморской области.
32. Аполлинарий (Кошевой), епископ Рыльский, викарий Курской епархии, заместитель Феофана, епископа Курского и Обоянского, 43 года, Рыльск.
33. Апраксин, Пётр Николаевич, граф, сельский хозяин, мирянин от Московской епархии, 42 года, Москва.
34. Арапов, Александр Иванович, крестьянин, мирянин от Саратовской епархии, 48 лет, село Таловка Камышинского уезда Саратовской епархии.
35. Арашкевич, Марк Петрович, инспектор высшего начального училища, мирянин от Омской епархии, 29 лет, станица Сандыктавская Кокчетавского уезда Акмолинской области.
36. Арефьев, Михаил Иванович, член Государственной Думы IV созыва, заместитель члена Высшего Церковного Совета, от Государственной Думы, 53 года, Петроград.
37. Арсений (Стадницкий), архиепископ, с 28 ноября 1917 г., митрополит Новгородский и Старорусский, член Предсоборного Совета, Товарищ председателя Священного Собора, член Соборного Совета, председатель Отдела о правовом положении Церкви в Государстве, кандидат в Патриархи, избран в члены Священного Синода, 55 лет, Новгород.
38. Артамонов, Леонид Константинович, Генерал от инфантерии, член Предсоборного Совета, 58 лет, Петроград.
39. Артоболевский, Иван Алексеевич, священник, профессор Сельскохозяйственной Академии в Петровско-Разумовском, клирик от Московской епархии, 46 лет, Москва.
40. Архангельский, Василий Иванович, диакон Михаило-Архангельской церкви, Хвалынского уезда, клирик от Саратовской епархия, 50 лет, село Телятниково Хвалынского уезда Саратовской епархии.
41. Архангельский, Иван Иванович, секретарь Оренбургской Духовной Консистории, мирянин от Оренбургской епархии, 40 лет, Оренбург.
42. Архангельский, Леонид Григорьевич, псаломщик Ново-Вознесенской церкви города Пскова, клирик от Псковской епархии, 27 лет, Псков.
43. Астров, Павел Иванович, член Московского Окружного суда, заместитель члена Высшего Церковного Совета, член Предсоборного Совета, 51 год, Москва.
44. Афанасий (Сахаров), иеромонах, преподаватель Владимирской Духовной семинарии, от монашествующих, 31 год, Владимир.
45. Афанасьев, Аполлон Павлович, старший ассистент Петроградского университета, член Предсоборного Совета, 39 лет, Петроград.
46. Баишев, Иван Васильевич, авиационный механик, от Балтийского флота, 30 лет, Гельсингфорс, яхта «Полярная Звезда».
47. Бахметьев, Василий Яковлевич, служащий в Управлении Юго-Западных железных дорог, мирянин от Воронежской епархии, 29 лет, Воронеж.
48. Безкровный, Никита Васильевич, псаломщик в 15 пластунском батальоне, от Кавказской действующей армии, 35 лет, 15 Кубанский пластунский батальон.
49. Бекаревич, Емилиан Игнатьевич, протоиерей, настоятель Люблинского собора, клирик от Холмской епархии, 58 лет, действующая 10 армия.
50. Беликов, Игорь Иванович, Товарищ Прокурора Пензенского окружного суда, мирянин от Пензенской епархии, 35 лет, Пенза.
51. Белоглазов, Григорий Ильич, земледелец, мирянин от Тамбовской епархии, 30 лет, село Лядовка-Моршан Кирсанского уезда Тамбовской епархии.
52. Беляев, Василий Алексеевич, священник Николаевской церкви село Уруги, Мещовского уезда, клирик от Калужской епархии, 38 лет, село Уруга Мещовского уезда Калужской епархии.
53. Бенешевич, Владимир Николаевич, ординарный профессор Петроградского университета, помощник Секретаря Собора, член Соборного Совета — член Предсоборного Совета, 43 года, Петроград.
54. Бич-Лубенский, Иван Михайлович, председатель съезда мировых судей, почетный мировой судья, мирянин от Харьковской епархии, 50 лет, Харьков.
55. Бобринский, Владимир Алексеевич, граф, член Государственной Думы IV созыва, от Государственной Думы, 49 лет, Богородицк Тульской епархии.
56. Богданович, Вячеслав Васильевич, инспектор Литовской Духовной семинарии, мирянин от Литовской епархии, 38 лет, Рязань.
57. Боголюбов, Дмитрий Иванович, инспектор Воронежской Духовной Семинарии, член Предсоборного Совета, 47 лет, Воронеж.
58. Боголюбов, Николай Михайлович, протоиерей, профессор богословия в Университете Святого Владимира, от Университета святого Владимира, 45 лет, Киев.
59. Боголюбов, Фёдор Семенович, штатный надзиратель и преподаватель технического училища в Саратове, мирянин от Саратовской епархии, 44 года, Саратов.
60. Богородицкий, Константин Николаевич, митрофорный протоиерей, главный священник действующей армии Западного фронта, от военного и морского духовенства, 54 года, Штаб действующей армии Западного фронта.
61. Богословский, Константин Александрович, священник, смотритель Великоустюжского духовного училища, мирянин от Вологодской епархии, 46 лет, Великий Устюг Вологодской епархии.
62. Бондарчук, Гавриил Тихонович, земледелец, мирянин от Подольской епархии, 31 год, село Кобылевка Брацлавского уезда Подольской епархии.
63. Борис (Шипулин), епископ Чебоксарский, второй викарий Казанской епархии, заместитель Иакова, Митрополита Казанского и Свияжского, 43 года, Казань.
64. Борчанинов, Павел Михайлович, псаломщик Екатерининской церкви села Костинского Ирбитского уезда, клирик от Екатеринбургской епархии, 32 года, село Костинское Ирбитского уезда Пермской губернии.
65. Ботвиновский, Яков Онисимович, священник Покровской церкви местечка Смелы Черкасского уезда, клирик от Киевской епархии, 54 года, местечко Смела, Черкасского уезда Киевской епархии.
66. Боярчук, Григорий Иванович, преподаватель Холмской духовной семинарии, заместитель Н. М. Ореховского,48 лет, Арзамас.
67. Бриллиантов, Александр Иванович, профессор Петроградской Духовной академии, член Предсоборного Совета, 50 лет, Петроград.
68. Брянцев, Николай Васильевич, протоиерей церкви Рождества Богородицы города Ельца, благочинный, клирик от Орловской епархии, 48 лет, Елец Орловской епархии.
69. Булгаков, Георгий Ильич, преподаватель Курской Духовной семинарии, мирянин от Курской епархии, 34 года, Курск.
70. Булгаков, Сергей Николаевич, профессор Московского Коммерческого института и Московского Университета, член Высшего Церковного Совета, мирянин от Таврической епархии, 46 лет, Москва.
71. Бялыницкий-Бируля, Борис Андреевич, уездный член Витебского Окружного Суда, мирянин от Полоцкой епархии, 42 года, Витебск.
72. Варлаам (Коноплёв), архимандрит, настоятель Белогорского монастыря Осинского уезда Пермской епархии, от монашествующих, 61 год, Белогорский монастырь, Осинского уезда Пермской епархии.
73. Варфоломеев, Христофор Иванович, бывший юрисконсульт Финляндского Сената, мирянин от Финляндской епархии, 33 года, Кексгольм Выборгской губернии.
74. Василий (Богоявленский), епископ Черниговский и Нежинский, 51 год, настоятель Заиконоспасского монастыря, Москва.
75. Васильев, Алексей Алексеевич, преподаватель Тобольской гимназии, мирянин от Тобольской епархии, 28 лет, Тобольск.
76. Васильев, Афанасий Васильевич, член Совета Государственного контроля, председатель общества «Соборная Россия», мирянин от Петроградской епархии, 66 лет, Петроград.
77. Васильев, Пётр Васильевич, старший помощник окружного акцизного надзирателя, мирянин от Самарской епархии, 50 лет, Бузулук Самарской епархии.
78. Васильевский, Михаил Николаевич, экстраординарный профессор Казанской Духовной Академии, член Предсоборного Совета, 43 года, Казань.
79. Васильчиков, Илларион Сергеевич, князь — член Государственной Думы IV созыва, от Государственной Думы, 36 лет, Петроград.
80. Введенский, Владимир Фёдорович, протоиерей, законоучитель Белёвского реального училища, клирик от Тульской епархии, 47 лет, Белёв Тульской епархии.
81. Великанов, Иван Иванович, псаломщик Владимирского собора г. Красного Яра, клирик от Астраханской епархии, 26 лет, Красный Яр Астраханской епархии.
82. Велицкий, Владимир Иванович, псаломщик Кронштадской морской Богоявленской церкви, от военного и морского духовенства, 33 года, Кронштадт.
83. Вениамин (Казанский), митрополит Петроградский и Гдовский, священно-архимандрит Свято-Троицкия Александро-Невския Лавры, заместитель члена Священного Синода, 44 года, Петроград.
84. Вениамин (Кононов), архимандрит, настоятель Соловецкого Ставропигиального монастыря, 48 лет, Соловецкий монастырь Архангельской епархии. Не прибыл.
85. Вениамин (Муратовский), архиепископ Симбирский и Сызранский, 61 год, Симбирск.
86. Вениамин (Федченков), архимандрит, ректор Тверской духовной семинарии, клирик от Тверской епархии, 37 лет, Тверь.
87. Верховский, Сергей Константинович, священник Покровской Димитриевской единоверческой церкви в Петрограде, заместитель члена Высшего Церковного Совета, от единоверцев, 47 лет, Петроград.
88. Верховской, Павел Владимирович, профессор Донского Университета, член Предсоборного Совета, от Донского Университета, Ростов-на-Дону. Не прибыл.
89. Веселовский, Сергей Павлович, директор мужской гимназии, мирянин от Рязанской епархии, 38 лет, Сапожок Рязанской епархии.
90. Ветчинкин, Михаил Павлович, учитель, мирянин от Туркестанской епархии, 32 года.
91. Виноградов, Иван Александрович, смотритель Тверского духовного училища, мирянин от Тверской епархии, 51 год, Тверь.
92. Виноградов, Иван Алексеевич, помощник смотрителя Тифлисского духовного училища, мирянин от Тифлисской епархии, 56 лет, Тифлис.
93. Виноградов, Михаил Николаевич, инженер, от единоверцев, Тифлис. Не прибыл ввиду заболевания брюшным тифом.
94. Виссарион (Ильинский), архимандрит, настоятель Макариево-Унженского монастыря Костромской епархии, член Высшего Церковного Совета, клирик от Костромской епархии, 66 лет, Макарьев Костромской епархии.
95. Витошинский, Емельян Михайлович, преподаватель Варшавской мужской гимназии, мирянин от Холмской епархии, 48 лет, Москва.
96. Владимир (Кириллов), архимандрит, член Петроградского Духовно-цензурного Комитета, председатель Юридического Совещания при Соборном Совете, от монашествующих, 50 лет, Петроград, Александро-Невская Лавра.
97. Владимир (Богоявленский), митрополит Киевский и Галицкий, Первенствующий Член Святейшего Синода, член Предсоборного Совета, Почётный Председатель Священного Собора до 21 ноября 1917 года (дня настолования Патриарха Московского и всея России Тихона), председатель Отдела о Церковной дисциплине, 69 лет, Киев, Киево-Печерская Лавра. (Расстрелян в Киеве 25 января 1918 года.)
98. Владимир (Тихоницкий), епископ Белостокский, викарий Гродненской епархии, клирик от Гродненской епархии, 44 года, Орлов Вятской епархии.
99. Вознесенский, Николай Аркадьевич, уездный член Костромского Окружного суда, мирянин от Костромской епархии, 54 года, Кинешма, Костромской епархии.
100. Войный, Павел Яковлевич, земледелец, мирянин от Екатеринославской епархии, 59 лет, село Васильковка Екатеринославской епархии.
101. Волков, Дмитрий Иванович, торговец, мирянин от Тверской епархии, 55 лет, село Тальдом Тверской епархии.
102. Волков, Пётр Михайлович, священник, настоятель единоверческой церкви село Шемонаихи Змеиногорского уезда, от единоверцев, 41 год, село Шемонаиха Змеиногорского уезда Томской епархии.
103. Волобуев, Степан Николаевич, врач линейного корабля «Синоп», мирянин от Херсонской епархии, 29 лет, Одесса Херсонской губерния (линейный корабль «Синоп»).
104. Воловей, Феодосий Степанович, протоиерей, епархиальный миссионер, от военного и морского духовенства, 55 лет, Одесса.
105. Воронин, Лев Михайлович, мирянин от Омской епархии, 54 года, Ишим, Тобольской губернии.
106. Востоков, Александр Александрович, псаломщик Вознесенской церкви Усманского уезда, клирик от Тамбовской епархии, 28 лет, село Куликово Усманского уезда Тамбовской епархии.
107. Востоков, Владимир Игнатьевич, священник Уфимского Кафедрального Собора, от Уфимской епархии, 49 лет, Уфа.
108. Вылков, Автоном Иванович, священник, законоучитель Учительского института в Кишиневе, клирик от Кишинёвской епархии, 39 лет, Кишинёв.
109. Высоцкий, Константин Георгиевич, сенатор, член Предсоборного Совета, Петроград. Признан выбывшим из состава Собора за неприбытием.
110. Гавриил (Воеводин), епископ Барнаульский, викарий Томской епархии, заместитель Анатолия, епископа Томского и Алтайского, 49 лет, Томск.
111. Гаврилов, Феофан Григорьевич, преподаватель Воронежской Духовной семинарии, мирянин от Воронежской епархии, 47 лет, Воронеж.
112. Гавриловский, Василий Михайлович, директор Вольской учительской семинарии, мирянин от Саратовской епархии, 53 года, Саратовской епархии.
113. Гагарин, Фёдор Арсеньевич, мастер валяной обуви, мирянин от Екатеринбургской епархии, 56 лет, Нижне-Салдинский завод Верхотурского уезда Пермской губернии.
114. Гагушкин, Сергей Петрович, казак Уральского войск, мирянин от Уральской области, 68 лет, Кулагинская станица Уральской области.
115. Галахов, Яков Яковлевич, протоиерей, профессор Томского Университета, клирик от Томской епархии, 52 года, Томск.
116. Гаранин, Тихон Максимович, староста собора Новоузенска, мирянин от Самарской епархии, 54 года, Новоузенск Самарской епархии.
117. Геннадий (Туберозов), епископ Нарвский, викарий Петроградской епархии, заместитель митрополита Вениамина (Казанского), 32 года, Петроград.
118. Георгий (Ярошевский), епископ Минский и Туровский, член Предсоборного Совета, председатель отдела о епархиальном управлении, 45 лет, Минск.
119. Гепецкий, Николай Емельянович, протоиерей, член Государственной Думы IV созыва, от Государственной Думы, село Старо-Казачье Аккерманского уезда Кишинёвской епархий.
120. Гермоген (Долганов), епископ Тобольский и Сибирский, 59 лет, Тобольск.
121. Глаголев, Михаил Фёдорович, делопроизводитель Страхового отдела Духовного ведомства, законоучитель Коммерческого училища и городских школ в Петрограде, мирянин от Петроградской епархии, 38 лет, Петроград.
122. Глаголев, Сергей Сергеевич, профессор Московской Духовной академии, член Предсоборного Совета, 51 год, Сергиев Посад, Московской епархии.
123. Глухота, Семён Александрович, мирянин от Полтавской епархии, 54 года, Волобовка, Гадячского уезда, Полтавской епархии.
124. Говоров, Николай Георгиевич, преподаватель Орловского духовного училища, мирянин от Орловской епархии, 28 лет, Орёл.
125. Гоголев, Иван Гурьевич, казённый лесной объездчик, мирянин от Олонецкой епархии, 37 лет, деревня Даниловская Каргопольского уезда, Олонецкой епархии.
126. Головин, Николай Селиванович, ревизор в Вятском губернском акцизном управлении, 56 лет, Вятка.
127. Голубцов, Георгий Степанович, протоиерей, настоятель Сухумского кафедрального собора, заместитель Сергия, епископа Сухумского, 49 лет, Сухум.
128. Голунов, Михаил Фокиевич, священник, настоятель Иоанно-Предтеченской церкви Уральска, клирик от Уральской области, 33 года, Уральск.
129. Гораин, Анатолий Фёдорович, инспектор мужской гимназии в городе Городне, мирянин от Черниговской епархии, 37 лет, Городня Черниговской епархии.
130. Граббе, Павел Михайлович, граф — полковник Кубанского казачьего войска, мирянин от Владикавказской епархии, 41 год, Кисловодск Терской области.
131. Градусов, Владимир Валерианович, помощник Вологодского губернского тюремного инспектора, мирянин от Вологодской епархии, 33 года, Вологда.
132. Григорий (Соколов), епископ Краснослободский, управляющий Пензенскою епархиею, 74 года, Пенза.
133. Григорий (Яцковский), епископ Бакинский (засим — Екатеринбургский и Ирбитский), клирик от Бакинского викариатства, 51 год, Екатеринбург.
134. Григорьев, Фёдор Фёдорович, священник Троицкой церкви села Старого Ерёмкина, Ставропольского уезда, клирик от Самарской епархии, 40 лет, село Старое-Ерёмкино, Ставропольского уезда, Самарской епархии.
135. Грицкевич, Зиновий Корнеевич, псаломщик села Подлужья, Мстиславского уезда, клирик от Могилёвской епархии, 45 лет, село Подлужье, Мстиславского уезда, Могилевской епархии.
136. Громогласов, Илья Михайлович, профессор Московской Духовной Академии, Член Высшего Церковного Совета, Член Предсоборного Совета, 48 лет, Москва.
137. Губанов, Матвей Тимофеевич, крестьянин, мирянин от Тульской епархии, 33 года, село Савинское Алексинского уезда Тульской епархии.
138. Гурий (Степанов), архимандрит, инспектор Казанский Духовной Академии, от монашествующих, 37 лет, Казань.
139. Гурский, Пётр Николаевич, уездный Комиссар Временного Правительства, уездный член Кишинёвского Окружного Суда, мирянин от Кишинёвской епархии, 41 год, Бендеры Бессарабской губернии.
140. Гурьев, Пётр Викторович, управляющий Канцелярией Святейшего Синода, Помощник Секретаря Священного Собора, член Соборного Совета, член Предсоборного Совета, 54 года, Петроград.
141. Гусев, Николай Григорьевич, преподаватель Вятской Духовной Семинарии, мирянин от Вятской епархии, 49 лет, Вятка.
142. Гучков, Александр Иванович, член Государственного Совета, от Государственного Совета, 53 года, Петроград.
143. Данилевский, Константин Васильевич, преподаватель Уральского духовного училища, мирянин от Уральского викариатства, 53 года, Уральск.
144. Деев, Георгий Климентьевич, директор реального училища, мирянин от Полтавской епархии, 38 лет, Лохвица Полтавской епархии.
145. Дейниковский, Максим Андреевич, протодиакон собора города Ахтырки, клирик от Харьковской епархии, 37 лет, Ахтырка, Харьковской епархии.
146. Демидов, Валерий Аркадьевич, землевладелец, мирянин от Нижегородской епархии, 54 года, Нижний Новгород.
147. Димитрий (Абашидзе), архиепископ Таврический и Симферопольский, заместитель Члена Священного Синода, 50 лет, Симферополь.
148. Дионисий (Валединский), епископ Кременецкий, с 15 января 1918 года — управляющий Холмской епархией, 40 лет. Не прибыл.
149. Дионисий (Поспелов), иеромонах, казначей Николаевского Перервинского монастыря, от монашествующих, 40 лет, Москва.
150. Дмитревский, Василий Николаевич, преподаватель Псковской духовной семинарии, заместитель Н. Ф. Соколова. Не прибыл.
151. Добровольский, Василий Никанорович, протоиерей, законоучитель кадетского корпуса в городе Ярославле, клирик от Ярославской епархии, 35 лет, Ярославль.
152. Добронравов, Василий Гаврилович, епархиальный наблюдатель церковно-приходских школ Владимирской епархии, мирянин от Владимирской епархии, 56 лет, Владимир.
153. Добронравов, Николай Павлович, протоиерей, законоучитель Александровского военного училища в Москве, член Предсоборного Совета, 55 лет, Москва.
154. Доброхотов, Пётр Владимирович, псаломщик Александро-Невской церкви при Симбирской тюрьме, клирик от Симбирской епархии, 28 лет, Симбирск.
155. Досифей (Протопопов), епископ Саратовский и Царицынский, 50 лет, Саратов.
156. Дроздов, Иоанн Никандрович, протоиерей, смотритель Порховского духовного училища, заместитель архиепископа Евсевия (Гроздова), 54 года.
157. Дурандин, Николай Николаевич, коммерсант, от единоверцев, 43 года, Казань.
158. Дьяконов, Михаил Алексеевич, управляющий Контролем при Святейшем Синоде, член Предсоборного Совета, 53 года, Петроград.
159. Дьяченко, Владимир Григорьевич, преподаватель Тверской Духовной семинарии, мирянин от Тверской епархии, 37 лет, Тверь.
160. Евгений (Бережков), епископ Костромской и Галичский, 53 года, Кострома.
161. Евгений (Зёрнов), епископ Приамурский и Благовещенский, 41 год, Благовещенск.
162. Евдоким (Мещерский), архиепископ Алеутский и Северо-Американский, с 6 марта 1918 года Управляющий Костромской епархией, 48 лет, Нью-Йорк, Северная Америка.
163. Евлогий (Георгиевский), архиепископ Волынский и Житомирский, член Предсоборного Совета, председатель Отдела о богослужении, проповедничестве и храме, член Священного Синода, 49 лет, Житомир.
164. Евсевиев, Геннадий Николаевич, протоиерей, настоятель Успенского Собора в года Хабаровске, клирик от Благовещенской епархии, 37 лет, Хабаровск, Приморской области.
165. Евсевий (Гроздов), епископ Псковский и Порховский, 51 год, Псков.
166. Евсевий (Никольский), архиепископ Приморский и Владивостокский, 57 лет, Владивосток.
167. Евсеев, Илья Тимофеевич, член Государственной Думы IV созыва, от Государственной Думы, 40 лет, Петроград.
168. Евфимий (Лапин), епископ Якутский и Вилюйский, 44 года, Якутск.
169. Егоров, Алексей Егорович, крестьянин, мирянин от Псковской епархии, 51 год, деревня Небоги Островского уезда Псковской епархии.
170. Егоров, Владимир Николаевич, священник военного Александро-Невского собора в городе Тифлисе, от военного и морского духовенства, 35 лет, Тифлис.
171. Елабужский, Михаил Степанович, священник Николаевской церкви села Вавожа, Малмыжского уезда, клирик от Вятской епархии, 47 лет, село Вавож Малмыжского уезда Вятской епархии.
172. Елеазаровский, Василий Автономович, заведывающий Зачатиевским двухклассным училищем, мирянин от Архангельской епархии, 29 лет, село Зачатье Холмогорского уезда Архангельской епархии.
173. Елевферий (Богоявленский), епископ Ковенский, управляющий Литовскою епархиею, 48 лет, Дисна Виленской губернии.
174. Ефрем (Кузнецов), епископ Селенгинский, викарий Забайкальской епархии, заместитель Мелетия, епископа Забайкальскаго и Нерчинского 41 год, Чита.
175. Жадин, Павел Андреевич, преподаватель епархиального женского училища в городе Владикавказе, мирянин от Владикавказской епархии, 33 года, Владикавказ.
176. Жукович, Платон Николаевич, профессор Петроградской Духовной академии, от Петроградской Духовной академии, 59 лет, Петроград.
177. Заборовский, Николай Яковлевич, псаломщик Свято-Духовской церкви село Рябковского, Курганского уезда, клирик от Тобольской епархии, 34 года, село Рябковское Курганского уезда Тобольской епархии.
178. Завитаев, Иван Макарьевич, протоиерей, законоучитель реального училища во Владикавказе, клирик от Владикавказской епархии, 56 лет, Владикавказ.
179. Завитневич, Владимир Зенонович, профессор Киевской Духовной академии, член Предсоборного Совета, 63 года, Киев.
180. Зайц, Кирилл Иванович, протоиерей, законоучитель Полоцкого женского училища духовного ведомства, клирик от Полоцкой епархии, 48 лет, Витебск.
181. Зайцев, Трофим Гаврилович, крестьянин, мирянин от Полоцкой епархии, 51 год, местечко Яковичи Витебского уезда Полоцкой епархии.
182. Запорожченко, Ипполит Вавилович, диакон Михаило-Архангельской церкви местечка Нефорощи Константиноградского уезда, клирик от Полтавской епархии, 33 года, местечно Нефороща Константиноградского уезда Полтавской епархии.
183. Зверев, Алексей Данилович, крестьянин, мирянин от Московской епархии, 45 лет, село Борисово, Московского уезда и епархии.
184. Зеленцов, Василий Иванович, миссионер Екатеринославской епархии, мирянин от Рязанской епархии, 42 года, Екатеринослав.
185. Зибарев, Фёдор Герасимович, земледелец, мирянин от Тобольской епархии, 56 лет, станица Михайловская Петропавловского уезда Акмолинской области.
186. Зиновий (Дроздов), епископ Тамбовский и Шацкий, преемник митрополита Кирилла (Смирнова), 43 года, Тамбов.
187. Златоустовский, Михаил Алексеевич, преподаватель Читинского духовного училища, мирянин от Забайкальской епархии, 28 лет, Чита Забайкальской области.
188. Знаменский, Иван Васильевич, протоиерей, настоятель Преображенского собора в городе Торжке, клирик от Тверской епархии, 53 года, Торжок Тверской епархии.
189. Знамировский, Николай Иванович, инспектор Пермской Духовной семинарии, мирянин от Пермской епархии, 38 лет, Пермь.
190. Золотарёв, Алексей Алексеевич, мирянин от Ярославской епархии, 37 лет, Рыбинск Ярославской епархии.
191. Зосима (Сидоровский), епископ Киренский, викарий Иркутской епархии, Управляющий Енисейской епархией, Красноярск. Не прибыл.
192. Зубчанинов, Сергей Иванович, член Государственного Совета, от Государственного Совета, Петроград. Признан выбывшим за неприбытием.
193. Зыков, Александр Яковлевич, протоиерей, настоятель Гомельского собора, клирик от Могилевской епархии, 52 года, Гомель Могилёвской епархии.
194. Зюзин, Дмитрий Андреевич, земледелец, мирянин от Иркутской епархии, 43 года, село Хомутово Иркутского уезда и епархии.
195. Иаков (Пятницкий), архиепископ, с 28 ноября 1917 года — митрополит Казанский и Свияжский, почётный председатель Отдела о Духовных Академиях, председатель Уставного Отдела, 73 года, Казань.
196. Иваницкий, Леонид Евгеньевич, священник Николаевской церкви в городе Курске, клирик от Курской епархии, 29 лет, Курск.
197. Ивановский, Александр Иосифович, присяжный поверенный, мирянин от Екатеринославской епархии, 33 года, Ростов-на-Дону.
198. Иванцов, Сергей Николаевич, адъютант 49 сапёрного батальона, от армии Западного фронта, 36 лет, Москва.
199. Игнатьев, Алексей Алексеевич, протоиерей, законоучитель мужской гимназии в Екатеринбурге, клирик от Екатеринбургской епархии, 38 лет, Екатеринбург.
200. Иерофей (Мелентьев), игумен, настоятель Саровской пустыни. Не прибыл.
201. Иларион (Троицкий), архимандрит, профессор Московской Духовной Академии, от Московской Духовной академии, 31 год, Сергиев Посад Московской епархии.
202. Ильин, Василий Михайлович, священник, епархиальный миссионер, клирик от Туркестанской епархии, 52 года, Ташкент. Лишён права участвовать вследствие отмены выборов.
203. Ильин, Иван Александрович, протоиерей, настоятель Свято-Троицкого собора в года Троицке, Оренбургской епархии, законоучитель женской гимназии, клирик от Оренбургской епархии, 50 лет, Троицк Оренбургской епархии.
204. Ильинский, Василий Николаевич, протоиерей, ректор Якутской духовной семинарии, клирик от Якутской епархии, 54 года, Якутск.
205. Ильинский, Павел Матвеевич, священник церкви при станции Исакогорка Северных железных дорог, клирик от Архангельской епархии, 51 год, станция Исакогорка, Архангельской епархии.
206. Иннокентий (Пустынский), епископ Туркестанский и Ташкентский, 48 лет, Верный, Семиреченской области.
207. Иннокентий (Ястребов), епископ Полоцкий и Витебский, 50 лет, Витебск.
208. Инфантьев, Василий Феофанович, священник, законоучитель сельскохозяйственного училища, клирик от Омской епархии, 33 года, Омск.
209. Иоаким (Левицкий), архиепископ Нижегородский и Арзамасский, по должности, а по увольнении 22 марта 1918 года на покой, по особому постановлению Собора, 64 года, Нижний Новгород.
210. Иоанн (Поммер), епископ Приазовский и Таганрогский, 41 год, не прибыл
211. Иоанн (Смирнов), архиепископ Рижский и Митавский, затем Рязанский и Зарайский, председатель Отдела о духовно-учебных заведениях, 73 года, Рязань.
212. Иоанн (Смирнов), архиепископ Иркутский и Верхоленский, 59 лет, Иркутск.
213. Иоанникий (Дьячков), епископ Олонецкий и Петрозаводский, председатель Хозяйственно-Распорядительного Совещания при Соборном Совете (с января 1918 года), 59 лет, Петрозаводск.
214. Иоасаф (Каллистов), епископ Дмитровский, викарий Московской епархии, Управляющий Варшавскою епархиею, с 15 января 1918 года — архиепископ Коломенский и Можайский, 66 лет, Москва.
215. Иорданский, Иван Феоктистович, врач, преподаватель женской гимназии в г. Кологриве, мирянин от Костромской епархии, 55 лет, Кологрив Костромской епархии.
216. Иосиф (Петровых), епископ Угличский, викарий Ярославской епархии, с 1 декабря 1917 г. по 20 января 1918 года управляющий Рижскою епархиею, 45 лет, Москва. Не прибыл.
217. Исаакий (Бобраков), архимандрит, настоятель Козельской Введенской Оптиной пустыни, 44 года, Оптина пустынь Калужской епархии.
218. Иувеналий (Масловский), епископ Тульский и Белёвский, 39 лет, Тула.
219. Июдин, Александр Иванович, крестьянин, хлебопашец и кожевник; мирянин от Олонецкой епархии, 42 года, деревня Савина Вытегорского уезда Олонецкой епархии.
220. Калиманов, Василий Филиппович, прапорщик, заведующий Хамкетинским двухклассным училищем, Кубанской области, от Кавказской армии, 33 года, Кавказская действующая армия.
221. Кальнев, Михаил Александрович, Херсонский епархиальный миссионер, мирянин от Херсонской епархии, 53 года, Одесса.
222. Каменский, Пётр Валериевич, член Государственного Совета, от Государственного Совета. Не прибыл ввиду болезни.
223. Капралов, Евгений Зотикович, протоиерей, законоучитель Киевского Алексеевского Инженерного Училища, клирик от Киевской епархии, 49 лет, Киев.
224. Каптерев, Николай Фёдорович, профессор Московской Духовной Академии, член Государственной Думы IV созыва, от Государственной Думы, Сергиев-Посад Московской епархии. Не прибыл ввиду тяжёлой болезни.
225. Карабинов, Иван Алексеевич, профессор Петроградской Духовной академии, член Предсоборного Совета, 38 лет, Петроград.
226. Карташёв, Антон Владимирович, министр Исповеданий, член Высшего Церковного Совета, член Предсоборного Совета, 42 года, Петроград.
227. Карташёв, Николай Тимофеевич, священник Преображенской церкви станицы Брюховецкой Кубанской области, клирик от Ставропольской епархии, 40 лет, станица Брюховецкая Кубанской области.
228. Касьянов, Моисей Арсеньевич, крестьянин, мирянин от Киевской епархии, 43 года, село Маньковка Уманского уезда Киевской епархии.
229. Кашменский, Фёдор Гаврилович, преподаватель Урюпинского реального училища, мирянин от Донской епархии, 60 лет, станица Урюпинская области войска Донского.
230. Каэлас, Александр Ананиевич, приват-доцент Московского Университета, мирянин от Рижской епархии, 36 лет, Москва.
231. Керенский, Владимир Александрович, профессор Казанской Духовной академии, от Казанской Духовной Академии, 48 лет, Казань.
232. Кехгиопуло, Софокл Павлович, преподаватель Ярославского духовного училища, мирянин от Сухумской епархии, 34 года, Ярославль.
233. Кирилл (Смирнов), архиепископ Тамбовский и Шацкий, с 19 марта 1918 года — митрополит Тифлисский и Бакинский, Экзарх Кавказский, член Предсоборного Совета, председатель Отдела о Преподавании Закона Божия, заместитель члена Священного Синода, 54 года, Тамбов.
234. Кладинов, Павел Трофимович, регент архиерейского хора, мирянин от Варшавской епархии, 51 год, Придворная певческая капелла, Москва.
235. Клевезаль, Владимир Павлович, врач, мирянин от Рязанской епархии, 53 года, село Тума Касимовского уезда Рязанской епархии.
236. Ковалевский, Евграф Петрович, член Государственной Думы IV созыва, от Государственной Думы, 51 год, Петроград.
237. Кожин, Василий Иванович, священник, законоучитель Урюпинской мужской гимназии, клирик от Донской епархии, 31 год, станица Урюпинская Донской епархии.
238. Комиссаров, Гурий Иванович, помощник инспектора Уфимской Духовной Семинарии, мирянин от Казанской епархии, 33 года, Уфа.
239. Константин (Булычёв), архиепископ Могилёвский и Мстиславский, заместитель члена Священного Синода, 59 лет Духовная Академия и Университет, Могилёв губернский.
240. Концевич, Николай Васильевич, священник Уфимского Кафедрального собора, Преподаватель Уфимской Духовной Семинарии, клирик от Уфимской епархии, 32 года, Уфа.
241. Корельский, Михаил Николаевич, крестьянин, мирянин от Архангельской епархии, 47 лет, Вознесенская волость Архангельской епархии.
242. Корнилецкий, Иван Семёнович, псаломщик Иоанно-Богословской церкви с. Рахновки, Гайсинского уезда, клирик от Подольской епархии, 38 лет, село Рахновка Гайсинского уезда, Подольской епархии.
243. Корчинский, Иван Владимирович, протоиерей, настоятель Гродненского собора, клирик от Гродненской епархии, 53 года, Гродна.
244. Косминский, Алексей Петрович, директор гимназии, мирянин от Варшавской епархии, 56 лет, Москва.
245. Котельников, Михаил Николаевич, преподаватель Уфимской духовной семинарии, директор Уфимского училища глухонемых, мирянин от Уфимской епархии, 33 года, Уфа.
246. Котляревский, Сергей Андреевич, профессор Московского Университета, Товарищ Министра Исповеданий, член Предсоборного Совета, 44 года, Москва.
247. Коцарь, Александр Алексеевич, псаломщик Михаило-Архангельской церкви село Синюхина Брода, Елизаветградского уезда, клирик от Херсонской епархии, 44 года, Одесса.
248. Красин, Евлампий Осипович, смотритель Жировицкого духовного училища, мирянин от Гродненской епархии, 61 год, Николо-Угрешский монастырь Московской епархии.
249. Краснов, Леонид Матвеевич, протоиерей собора в городе Спасске Рязанской епархии, законоучитель Спасского реального училища, клирик от Рязанской епархии, 48 лет, Спасск Рязанской епархии.
250. Красножен, Михаил Егорович, профессор Юрьевского Университета, от Юрьевского Университета, 56 лет, Юрьев.
251. Краснопевцев, Алексей Ильич, преподаватель Тульской Духовной семинарии, мирянин от Тульской епархии, 39 лет, Тула.
252. Кремнев, Яков Алексеевич, унтер-офицер, от действующей армии, 32 года, 75-й Севастопольский полк.
253. Криницкий, Владимир Иосифович, псаломщик Кирилло-Мефодиевской церкви г. Острога, клирик от Волынской епархии, 44 года, Острог Волынской епархии.
254. Кронид (Любимов), архимандрит, наместник Свято-Троицкой Сергиевой Лавры, 59 лет, Сергиев Посад Московской епархии.
255. Крутиков, Павел Ефимович, протоиерей, настоятель Костромского кафедрального собора, клирик от Костромской епархии, 67 лет, Кострома.
256. Кубаевский, Павел Степанович, священник, уездный наблюдатель церковно-приходских школ Дисненского уезда, клирик от Литовской епархии, 34 года, Дисна Виленской губернии.
257. Кудрявцев, Михаил Рафаилович, протоиерей, клирик от Нижегородской епархии, 57 лет, Нижний Новгород.
258. Кудрявцев, Пётр Павлович, профессор Киевской Духовной Академии, Член Соборного Совета, заместитель члена Высшего Церковного Совета, член Предсоборного Совета, 48 лет, Киев.
259. Кудрявцев, Сергей Николаевич, священник Свято-Троицкой церкви города Перми, клирик от Пермской епархии, 46 лет, Пермь.
260. Кузнецов, Николай Дмитриевич, присяжный поверенный, член Предсоборного Совета, 49 лет, Москва.
261. Кузнецов, Филимон Кодратьевич, псаломщик Троицкой церкви города Боровска (засим — священник села Упрямова Мещовского уезда), клирик от Калужской епархии, 30 лет, село Упрямово Калужской епархии.
262. Кузьмин, Павел Васильевич, протоиерей, настоятель Николаевского собора в городе Кадникове, клирик от Вологодской епархии, 46 лет, Кадников Вологодской епархии.
263. Кукулевский, Александр Юрьевич, священник, настоятель Свято-Троицкой церкви в города Чикаго, клирик от Северо-Американской епархии, 43 года, Чикаго, Северо-Американские Соединенные Штаты.
264. Куликов, Евфимий Фёдорович, священник Дмитровской церкви с. Николаевки Инсарского уезда, клирик от Пензенской епархии, 41 год, село Николаевка-Кузовка Инсарского уезда, Пензенской епархии.
265. Кульчицкий, Стефан Иванович, священник Минского Екатерининского кафедрального собора, клирик от Минской епархии, 38 лет, Минск.
266. Куляшев, Андрей Гаврилович, миссионер, псаломщик, избран в члены Высшего Церковного Совета, клирик от Пермской епархии, 35 лет, Пермь.
267. Куниц, Иван Васильевич, земледелец, мирянин от Тифлисской епархии, 47 лет, село Елизаветовка, Сигнахского уезда Тифлисской епархии.
268. Кунцевич, Лев Захарьевич, миссионер, проповедник, мирянин от Донской епархии, 41 лет, Ростов-на-Дону.
269. Курбатов, Иван Васильевич, крестьянин, приемщик на Омутнинском заводе Глазовского уезда, мирянин от Вятской епархии, 65 лет, Омутнинский завод Глазовского уезда Вятской епархии.
270. Курочкин, Влас Михайлович, учитель высшего начального училища, мирянин от Енисейской епархии, 64 года, Енисейск.
271. Лаврентьев, Иван Евтихиевич, торгово-промышленник, от единоверцев, 61 год, Горбатов, Нижегородской епархии.
272. Лаврентий (Князев), епископ Балахнинский, викарий Нижегородской епархии, 40 лет. Не прибыл из-за невозможности оставить епархию.
273. Лазаревский, Николай Иванович, сенатор, член Предсоборного Совета. Признан выбывшим за неприбытием.
274. Лапин, Павел Дмитриевич, профессор Казанской Духовной Академии, избран в члены Высшего Церковного Совета, от Казанской Духовной Академии, 39 лет, Казань.
275. Лахостский, Павел Николаевич, митрофорный протоирей, настоятель Троицкой церкви Общества религиозно-нравственного просвещения в Петрограде, избран в заместители члена Высшего Церковного Совета, клирик от Петроградской епархии, 51 год, Петроград.
276. Лашкевич, Валериан Валерианович, присяжный поверенный, член Государственной Думы IV созыва, от Государственной Думы, Харьков.
277. Лащенков, Дмитрий Алексеевич, подпоручик, от действующей армии Северного фронта, 24 года, действующая армия, 304 Новгород-Северский полк.
278. Лебедев, Василий Константинович, смотритель Вологодского духовного училища, мирянин Вологодской епархии, 57 лет, Вологда.
279. Лебедев, Сергей Александрович, помощник смотрителя Починковского духовного училища, мирянин от Нижегородской епархии, 41 год, Починки Нижегородской епархии.
280. Лепорский, Пётр Иванович, протоиерей, настоятель храма Воскресения в Петрограде, главный священник армии Румынского фронта, от военного и морского духовенства, 46 лет, Петроград.
281. Летницкий, Николай Николаевич, протоиерей, ректор Астраханской Духовной семинарии, клирик от Астраханской епархии, 46 лет, Астрахань.
282. Ливай, Николай Ильич, диакон Виленского кафедрального собора, клирик от Литовской епархии, 27 лет, Дисна Виленской губернии.
283. Литвинский, Николай Константинович, непременный член Могилевского губернского присутствия, мирянин от Могилёвской епархии, 42 года, Могилёв.
284. Ловцов, Александр Яковлевич, священник Николаевской церкви города Темира, клирик от Уральского викариатства, 35 лет, Темир Уральской области.
285. Логиневский, Пётр Платонович, диакон Петрозаводского кафедрального собора, клирик от Олонецкой епархии, 30 лет, Петрозаводск.
286. Ломако, Григорий Петрович, священник, законоучитель Екатеринодарской 2-й мужской гимназии, клирик от Ставропольской епархии, 36 лет, Екатеринодар Кубанской области.
287. Львов, Владимир Александрович, протоиерей, настоятель Николаевского собора города Новороссийска, клирик от Сухумской епархии, 56 лет, Новороссийск.
288. Львов, Владимир Николаевич, член Государственной думы IV созыва, член Предсоборного Совета, 45 лет, Петроград. Участвовал только в заседании 19 августа 1917 года, затем признан выбывшим.
289. Львов, Николай Николаевич, член Государственной думы IV созыва, от Государственной думы, Москва. Не прибыл и сложил полномочия.
290. Любимов, Николай Александрович, протопресвитер Большого Успенского собора в Москве, присутствующий в Святейшем Синоде, член Предсоборного Совета, Товарищ Председателя Священного Собора, член Соборного Совета, член Священного Синода, 59 лет, Москва.
291. Любинский, Пётр Васильевич, мировой судья, мирянин от Подольской епархии, 45 лет, Проскуров Подольской епархии.
292. Маврикий (Баранов), игумен, настоятель Валаамского монастыря, 79 лет, Валаамский монастырь Финляндской епархии.
293. Мавровский, Николай Николаевич, преподаватель Белгородской духовной семинарии, мирянин от Курской епархии, 29 лет, Белгород Курской епархии.
294. Макарий (Павлов), епископ Владикавказский и Моздокский, 50 лет, Владикавказ.
295. Максаков, Анатолий Иванович, преподаватель Киевской духовной семинарии, мирянин от Киевской епархии, 40 лет, Киев.
296. Малахов, Василий Яковлевич, преподаватель Волынской духовной Семинарии, мирянин от Волынской епархии, 44 года, Житомир.
297. Малиновский, Александр Платонович, протоиерей, законоучитель и настоятель церкви кадетского корпуса в городе Владикавказе, клирик от Владикавказской епархии, 53 года, Владикавказ.
298. Малицкий, Неофит Владимирович, преподаватель Владимирской духовной семинарии, мирянин от Владимирской епархии, 46 лет, Владимир.
299. Маллицкий, Николай Гурьевич — член Собора по избранию как мирянин от Туркестанской епархии. Признан выбывшим за неприбытием.
300. Малов, Иван Иванович, крестьянин, мирянин от Симбирской епархии, 58 лет, село Красная Поляна Симбирской епархии.
301. Малыгин, Николай Григорьевич, крестьянин, мирянин от Ярославской епархии, 43 года.
302. Мансуров, Павел Борисович, директор Московского Главного архива Министерства иностранных дел, член Предсоборного Совета, 57 лет, Москва.
303. Марин, Михаил Фёдорович, священник, законоучитель реального училища в Петровске, клирик от Саратовской епархии, 40 лет, Петровск Саратовской епархии.
304. Мартынов, Павел Иванович, ассистент Московского коммерческого института, мирянин от Калужской епархий, 38 лет, Угодский завод Малоярославецкого уезда Калужской епархии.
305. Маршан, Пётр Андреевич, учитель, мирянин от Рижской епархии, 50 лет, Прекшаны Венденского уезда Лифляндской губернии.
306. Масальский, Александр Павлович, священник Ярославской Ильинско-Тихоновской церкви, клирик от Ярославской епархии, 46 лет, Ярославль.
307. Матиков, Илья Кириллович, протоиерей, благочинный 20-й Сибирской стрелковой дивизии, от военного и морского духовенства, 58 лет, Действующая армия.
308. Матфей (Померанцев), архимандрит, ректор Пермской Духовной семинарии, от монашествующих, 36 лет, Пермь.
309. Медведков, Николай Николаевич, помощник смотрителя Бельского духовного училища, мирянин от Смоленской епархии, 54 года, Белый Смоленской епархии.
310. Мелетий (Заборовский), епископ Забайкальский и Нерчинский, 48 лет, Чита.
311. Мельников, Иван Иванович, ветеринарный фельдшер, мирянин от Владивостокской епархии, 52 года, станция Маньчжурия Восточно-Китайской железной дороги
312. Мельницкий, Сергей Антонович, священник, настоятель Успенской церкви м. Песчанки, Ольгопольского уезда, клирик от Подольской епархии, 43 года, местечко Песчанка Ольгопольского уезда Подольской епархии.
313. Менделеев, Павел Павлович, член Государственного Совета, от Государственного Совета, 53 года, Петроград.
314. Мефодий (Герасимов), епископ Оренбургский и Тургайский, 61 год, Оренбург.
315. Мии, Симеон, протоиерей, настоятель Софийского собора в Японии, заместитель Сергия, епископа Японского, 58 лет, Токио.
316. Миклашевский, Николай Фёдорович, член Череповецкого окружного суда, мирянин от Новгородской епархии, 46 лет, Череповец Новгородской епархии.
317. Минченко, Карп Дмитриевич, псаломщик Николаевской церкви села Селидовки Бахмутского уезда, клирик от Екатеринославской епархии, 29 лет, село Селидовка Бахмутского уезда Екатеринославской епархии.
318. Мирович, Константин Константинович, помощник смотрителя Киево-Подольского духовного училища, мирянин от Киевской епархии, 50 лет, Киев.
319. Миртов, Пётр Алексеевич, митрофорный протоиерей, настоятель церкви Воскресения в Петрограде у Варшавского вокзала, избран в заместители члена Высшего Церковного Совета, клирик от Петроградской епархии, 46 лет, Петроград.
320. Митрофан (Афонский), епископ Подольский и Брацлавский, 56 лет, Каменец-Подольск.
321. Митрофан (Краснопольский), епископ Астраханский и Царевский, председатель Отдела о высшем церковном управлении, 49 лет, Астрахань.
322. Митрофан (Симашкевич), архиепископ Донской и Новочеркасский, председатель Отдела личного состава, 71 год, Новочеркасск.
323. Михаил (Богданов), епископ Самарский и Ставропольский, присутствующий в Святейшем Синоде, член Предсоборного Совета, 49 лет, Самара.
324. Михаил (Ермаков), архиепископ Гродненский и Брестский, 55 лет, Москва.
325. Михаил (Урошевич), архимандрит, настоятель Сербского подворья в Москве, Представитель Сербского митрополита, 49 лет, Москва.
326. Мищенко, Фёдор Иванович, профессор Киевской Духовной академии, член Предсоборного Совета, 43 года, Киев.
327. Можаев, Илья Арсеньевич, крестьянин, сельский хозяин, мирянин от Иркутской епархии, 53 года, село Голумет Иркутской епархии.
328. Молодкин, Константин Яковлевич, управляющий домом Чистопольского общества попечения о бедных, мирянин от Казанской епархии, 57 лет, Чистополь Казанской епархии.
329. Москвин, Николай Николаевич, преподаватель Якутской духовной семинарии, мирянин от Якутской епархии, 39 лет, Якутск.
330. Моцок, Георгий Александрович, ходатай по делам, мирянин от Кишинёвской епархии, 45 лет, Аккерман Бессарабской губернии.
331. Мрочковский, Константин Иванович, полковник в отставке, мирянин от Оренбургской епархии, 63 года, Челябинск.
332. Надеждин, Александр Иванович, крестьянин, мирянин от Новгородской епархии, 53 года, деревня Большое Ново Череповецкого уезда Новгородской епархии.
333. Назарий (Андреев), епископ Алатырский, викарий Симбирской епархии, управляющий Енисейской епархией, а затем Епископ Енисейский и Красноярский, 59 лет, Красноярск. Не прибыл.
334. Назарий (Кириллов), архиепископ Херсонский и Одесский, уволен на покой и назначен настоятелем Симонова монастыря в Москве, председатель Отдела о церковно-приходских школах, 67 лет, Москва.
335. Намнек, Иван Иванович, священник Лаудонской церкви, Венденского уезда, клирик от Рижской епархии, 36 лет, седо Лаудон Венденского уезда Лифляндской губернии.
336. Нафанаил (Троицкий), епископ Архангельский и Холмогорский, 52 года, Архангельск.
337. Недельский, Владимир Климентьевич, преподаватель Литовской Духовной Семинарии, мирянин от Литовской епархии, 48 лет, Рязань.
338. Нежинцев, Стефан Владимирович, священник Петро-Павловской церкви г. Владивостока, клирик от Владивостокской епархии, 46 лет, Владивосток.
339. Немчинов, Степан Михайлович, купец, мирянин от Забайкальской епархии, 55 лет, Троицкосавск Забайкальской епархии.
340. Неофит (Следников), епископ Старобельский, викарий Харьковской епархии, 44 года. Не прибыл.
341. Несмеянов, Дмитрий Архипович, псаломщик Вознесенской церкви в г. Оренбурге, клирик от Оренбургской епархии, 36 лет, Оренбург.
342. Нестор (Анисимов), епископ Камчатский и Петропавловский, второй викарий Владивостокской епархии, начальник Камчатской духовной миссии, 33 года, Петропавловск на Камчатке.
343. Нефедьев, Александр Семёнович, протоиерей, смотритель Владикавказского духовного училища, заместитель Макария, епископа Владикавказского и Моздокского, 44 года, Владикавказ.
344. Нечаев, Михаил Андреевич, диакон Богоявленской церкви в городе Керенске, клирик от Пензенской епархии, 39 лет, Керенск Пензенской епархии.
345. Нечаев, Тихон Николаевич, псаломщик Никольской церкви в городе Белёве, клирик от Тульской епархии, 27 лет, Белёв Тульской епархии.
346. Нигровский, Иван Павлович, протоиерей, настоятель Спасо-Преображенской церкви станицы Атаманской Астраханского уезда, клирик от Астраханской епархии, 57 лет, станица Атаманская Астраханской епархии.
347. Никандр (Феноменов), епископ Вятский и Слободской, председатель Издательского отдела, заместитель члена Священного Синода, 45 лет, Вятка.
348. Никодим (Кротков), епископ Чигиринский, викарий Киевской епархии, заместитель митрополита Антония (Храповицкого), 49 лет, Киев.
349. Никодим (Мунтяну), епископ Гушский, Представитель Румынской Православной Церкви.
350. Николай (Ипатов), епископ Златоустовский, викарий Уфимской епархии, заместитель епископа Уфимского и Мензелинского преосвященнейшего Андрея, 39 лет, Уфа.
351. Николин, Иван Петрович, преподаватель Вифанской Духовной семинарии, член Предсоборного Совета, 50 лет, Сергиев Посад Московской епархии.
352. Никольский, Алексей Николаевич, диакон Михаило-Архангельской церкви с. Сорочинского Бузулукского уезда, клирик от Самарской епархии, 29 лет, село Сорочинское Бузулукского уезда Самарской епархии.
353. Никольский, Евгений Павлович, диакон церкви при губернской земской больнице в городе Казани, клирик от Казанской епархии, 38 лет, Казань.
354. Никольский, Николай Константинович, ординарный академик Российской Академии наук, от Российской Академии наук, 54 года, Царское Село.
355. Нифонтов, Николай Иннокентьевич, протоиерей, инспектор Якутской Духовной Семинарии, клирик от Якутской епархии, 50 лет, Якутск.
356. Ница, Александр Фёдорович, директор Уфимской частной мужской гимназии, мирянин от Уфимской епархии, 46 лет, Уфа.
357. Новиков, Андрей Прохорович, священник единоверческой Свято-Троицкой церкви г. Екатеринбурга, от единоверцев, 42 года, Екатеринбург.
358. Новиков, Пётр Васильевич, преподаватель Якутской Духовной Семинарии, мирянин от Якутской епархии, 29 лет, Якутск.
359. Новицкий, Игорь Валентинович, полковник, командир 2-го дивизиона 105 артиллерийской бригады, от армии Юго-Западного фронта, 48 лет, Действующая армия.
360. Новограбленов, Иван Трифонович, служащий частной торговой фирмы, мирянин от Камчатского викариатства, 27 лет, Петропавловск на Камчатке.
361. Новолетов, Виктор Васильевич, преподаватель Астраханской Духовной семинарии, мирянин от Астраханской епархии, 50 лет, Астрахань.
362. Новосельский, Андрей Васильевич, помощник смотрителя Тамбовского Серафимовского духовного училища, мирянин от Тамбовской епархии, 57 лет, Тамбов.
363. Ногатырев, Алексей Гавриилович, священник, законоучитель Тифлисского реального училища и Закавказского девичьего института, клирик от Тифлисской епархии, 40 лет, Тифлис.
364. Овсянников, Алексей Николаевич, заслуженный преподаватель Шуйской гимназии, мирянин от Владимирской епархии, 54 года, Шуя Владимирской епархии.
365. Овсянников, Владимир Фёдорович, заведующий лесною школою, лесничий Талицкого лесничества Пермской губернии, мирянин от Екатеринбургской епархии, 41 год, Талицкий завод Пермской губернии.
366. Огиевич, Игнатий Алексеевич, директор народных училищ Виленской губернии, мирянин от Литовской епархии, 60 лет, Дисна Виленской губернии.
367. Одарченко, Алексей Филиппович, приват-доцент Московского Университета, мирянин от Московской епархии, 51 год, Москва.
368. Одинцов, Михаил Васильевич, преподаватель Иркутской Духовной семинарии, мирянин от Иркутской епархии, 37 лет, Иркутск.
369. Околович, Михаил Фёдорович, священник, инспектор классов и законоучитель Иркутского женского училища духовного ведомства, клирик от Иркутской епархии, 28 лет, Иркутск.
370. Олсуфьев, Дмитрий Адамович, граф, член Государственного Совета, от Государственного Совета, 54 года, Петроград.
371. Ольховский, Григорий Александрович, преподаватель Холмской Духовной Семинарии, мирянин от Холмской епархии, 55 лет, Холм, Холмская губерния.
372. Ореховский, Николай Матвеевич, председатель Департамента Варшавской Судебной Палаты, мирянин от Варшавской епархии, 72 года, Москва.
373. Орлов, Иван Константивович, хлебопашец, мирянин от Смоленской епархии, 50 лет, село Дрожжино Юхновского уезда Смоленской епархии.
374. Осецкий, Александр Александрович, директор Хозяйственного Управления при Святейшем Синоде, член Предсоборного Совета, 49 лет, Петроград.
375. Осипов, Александр Яковлевич, крестьянин, мирянин от Олонецкой епархии, Кондушский приход Олонецкой епархии и уезда. Не прибыл ввиду болезни и сложил полномочия.
376. Осипов, Сергей Александрович, помощник смотрителя Рижского Духовного училища, мирянин от Рижской епархии, 34 года, Валк Лифляндской губернии.
377. Осипов, Степан Захарович, крестьянин, хлебопашец, мирянин от Архангельской епархии, 52 года, начальное училище, усадьба Любавина Шенкурского уезда Архангельской епархии.
378. Осокин, Николай Николаевич, частный поверенный, мирянин от Екатеринбургской епархии, 33 года, Камышлов, Пермской епархии.
379. Остров, Борис Алексеевич, преподаватель 1-й Оренбургской мужской гимназии, мирянин от Оренбургской епархии, 58 лет, Оренбург.
380. Остроумов, Михаил Андреевич, бывший профессор Харьковского Университета, мирянин от Харьковской епархии, 69 лет, Харьков.
381. Остроумов, Николай Иванович, преподаватель Рязанской духовной семинарии, заместитель С. П. Веселовского, 41 год, Рязань.
382. Павел (Вильковский), епископ Михайловский, викарий Рязанской епархии, заместитель епископа Иоанна (Смирнова), 47 лет, Рязань.
383. Павел (Ивановский), епископ Никольско-Уссурийский, викарий Владивостокской епархии, заместитель Евсевия, архиепископа Приморского и Владивостокского, 44 года, Владивосток.
384. Павлюк, Антон Дмитриевич, заведующий отделом розыска грузов Привислинских жел. Дорог, мирянин от Холмской епархии, 42 года, Москва.
385. Паисий (Патокин), архимандрит, наместник Почаевской Лавры, 66 лет, Почаев Волынской епархии.
386. Палладий (Добронравов), епископ, заместитель епископа Иувеналия (Масловского), 52 года.
387. Пальмин, Александр Иванович, псаломщик Архангельской церкви города Рязани, клирик от Рязанской епархии, 47 лет, Рязань.
388. Панов, Александр Михайлович, инспектор Минской Духовной семинарии, мирянин от Минской епархии, 53 года, Минск.
389. Пантелеимон (Рожновский), епископ Двинский, викарий Полоцкой епархии, Управляющий Полоцкой епархией, 50 лет, Витебск.
390. Пантин, Николай Иванович, управляющий Петроградской таможней при Финляндской ж. дороге, мирянин от Финляндской епархии, 56 лет, Петроград.
391. Папков, Александр Александрович, бывший губернатор в Финляндии, член Предсоборного Совета, 60 лет, Петроград.
392. Параскевов, Алексей Павлович, священник Карсского Спасо-Преображенского собора, клирик от Эриванского викариатства, 46 лет, Карс.
393. Пахомий (Кедров), епископ Черниговский и Нежинский, 41 год, Чернигов.
394. Пешков, Пётр Александрович, преподаватель Благовещенской Духовной Семинарии, мирянин от Благовещенской епархии, 43 года, Благовещенск.
395. Пилипчук, Михаил Лаврентьевич, хлебопашец, мирянин от Волынской епархии, 56 лет, местечко Красилов Староконстантиновского уезда Волынской епархии.
396. Пилкин, Александр Петрович — товарищ Обер-Прокурора Правительствующего Сената — Член Предсоборного Совета, Петроград. Признан выбывшим за неприбытием.
397. Пионткевич, Алексей Фомич, председатель Съезда мировых судей, мирянин от Волынской епархии, 46 лет, Овруч Волынской епархии.
398. Писарев, Леонид Иванович, профессор Казанской Духовной академии, заместитель члена Высшего Церковного Совета, мирянин от Казанской епархии, 51 год, Казань.
399. Писарев, Николай Николаевич, протоиерей, экстраординарный профессор Казанской Духовной академии, от Казанской Духовной академии, 41 год, Казань.
400. Писарев, Павел Иванович, агент правительственного страхования от огня, мирянин от Томской епархии, 46 лет, Мариинск Томской епархии.
401. Платон (Кульбуш), епископ Ревельский, с 20 января 1918 года, управляющий Рижской епархией, 48 лет.
402. Платон (Рождественский), митрополит Тифлисский и Бакинский, Экзарх Кавказский (засим — Митрополит Херсонский и Одесский), Первоприсутствующий в Святейшем Синоде, член Предсоборного Совета, член Соборного Совета, председатель отдела о внешней и внутренней миссии, член Священного Синода, 51 год, Тифлис.
403. Плисс, Михаил Игнатьевич, протоиерей, ключарь Виленского кафедрального собора, заместитель епископа Елевферия, управляющего Литовской епархиею, 60 лет, Вильна.
404. Пляскин, Пётр Иванович, конторщик Алексеевского строительного участка Амурской железной дороги, мирянин от Благовещенской епархии, 42 года, Алексеевск, Амурской области.
405. Позднеев, Алексей Матвеевич, профессор Петроградского университета, заместитель М. Д. Присёлкова, 66 лет, Петроград.
406. Погодин, Александр Львович, профессор Харьковского Университета, мирянин от Харьковской епархии, 45 лет, Харьков.
407. Покровский, Александр Иванович, профессор Новороссийского Университета, член Предсоборного Совета, 44 года, Одесса.
408. Покровский, Иван Михайлович, ординарный профессор Казанской Духовной Академии, член Предсоборного Совета, 52 года, Казань.
409. Покровский, Михаил Фёдорович, протоиерей, настоятель Благовещенской церкви г. Каргополя, клирик от Олонецкой епархии, 52 года, Каргополь.
410. Политковский, Павел Григорьевич, протоиерей, законоучитель I Нижегородской гимназии, клирик от Нижегородской епархии, 54 года, Нижний Новгород.
411. Политов, Николай Васильевич, инспектор народных училищ, мирянин от Эриванского викариатства, 42 года, Карс.
412. Полонский, Георгий Иванович, исполняющий должность обер-офицера для поручений при Управлении Инспектора Военно-Воздушного Флота, мирянин от Полоцкой епархии, 28 лет, Витебск.
413. Пономарёв, Аристарх Рафаилович, священник церкви штаба Владивостокской крепости, клирик от Владивостокской епархии, 36 лет, Владивосток.
414. Попов, Александр Александрович, священник Александро-Невского собора г. Вятки, клирик от Вятской епархии, 49 лет, Вятка.
415. Попов, Александр Афанасьевич, священник церкви Вознесения Господня в селе Вонгуда Онежского уезда Архангельской губернии, заместитель священника Павла Ильинского, 47 лет.
416. Попов, Василий Дмитриевич, экстраординарный профессор Киевской Духовной академии, от Киевской Духовной Академии, 38 лет, Киев.
417. Попов, Владимир Иванович, преподаватель Ломоносовской гимназии, заместитель В. А. Елеазаровского, 52 года, Архангельск. Не прибыл.
418. Попов, Иван Васильевич, профессор Московской Духовной академии, от Московской Духовной Академии, 50 лет, Сергиев Посад Московской епархии.
419. Попов, Николай Григорьевич, протоиерей, настоятель церкви Московского Института Инженеров Путей Сообщения, член Предсоборного Совета, 51 год, Москва.
420. Попов, Пантелеймон Васильевич, преподаватель Якутской Духовной Семинарии, мирянин от Якутской епархии, Якутск. Не прибыл по семейным обстоятельствам.
421. Попович, Пётр Васильевич, 48 лет, по избранию как мирянин от Туркестанской епархии, лишён права участвовать вследствие отмены выборов, одновременно сам сложил полномочия.
422. Поротов, Константин Николаевич, псаломщик Амонашевской Николаевской церкви Канского уезда, клирик от Енисейской епархии, 31 год, села Амонаш Канского уезда Енисейской епархии.
423. Посторонко, Прокопий Дмитриевич, псаломщик Богословской церкви села Александровки, Аккерманского уезда, клирик от Кишинёвской епархии, 40 лет, село Александровка Аккерманского уезда Бессарабской губернии.
424. Потулов, Василий Александрович, член Государственной Думы IV созыва председатель отдела о благоустроении прихода, от Государственной Думы, 62 года, Петроград.
425. Поярков, Виктор Алексеевич, протоиерей, инспектор классов Уфимского епархиального женского училища, клирик от Уфимской епархии, 33 года, Уфа.
426. Правдин, Василий Алексеевич, крестьянин, мирянин от Костромской епархии, 52 года, село Ширяево (Монастырское) Кинешемского уезда Костромской епархии.
427. Преображенский, Алексей Феоктистович, протоиерей, профессор богословия Саратовского Университета, от Саратовского Университета, 42 года, Саратов.
428. Преображенский, Георгий Иванович, протоиерей, инспектор классов Псковского епархиального женского училища, клирик от Псковской епархии, 56 лет, Псков.
429. Преображенский, Николай Александрович, протоиерей, настоятель Феодоровской церкви в г. Коврове, клирик от Владимирской епархии, 48 лет, Ковров Владимирской епархии.
430. Прилуцкий, Василий Дмитриевич, священник, профессор Киевской Духовной академии, от Киевской Духовной академии, 35 лет, Киев.
431. Присёлков, Михаил Дмитриевич, приват-доцент Петроградского Университета, от Петроградского Университета, 37 лет, Петроград.
432. Прокопий (Титов), епископ Елисаветградский, второй викарий Херсонской епархии, до января 1918 года Наместник Александро-Невской Лавры, 40 лет, Петроград.
433. Прокошев, Павел Александрович, профессор Томского Университета, от Томского Университета, 48 лет, Томск.
434. Протодиаконов, Борис Петрович, мировой судья Бийского уезда, мирянин от Томской епархии, 30 лет, село Улала Бийского уезда Томской губернии
435. Пулга, Павел Владимирович, ефрейтор 54 Сибирского стрелкового полка, от армий Северного Фронта, 28 лет, Действующая армия.
436. Пятс, Николай Яковлевич, благочинный, священник Раттиской церкви Верроского уезда, клирик от Рижской епархии, 46 лет, Раттиский приход, Верроского уезда Лифляндской губерния
437. Радзимовский, Валериан Васильевич, юрисконсульт при Обер-Прокуроре Св. Синода, член Предсоборного Совета, 53 года, Петроград.
438. Раевский, Сергей Михайлович, управляющий Черниговской Казенной Палатой, член Высшего Церковного Совета, мирянин от Черниговской епархии, 55 лет, Чернигов.
439. Разумов, Порфирий Аггеевич, земледелец, от армии Румынского Фронта, 37 лет, село Доброе Тимского уезда Курской епархии.
440. Разумовский, Александр Петрович, протоиерей, настоятель Тифлисской Миссионерской церкви, законоучитель 6-й мужской гимназии, клирик от Тифлисской епархии, 47 лет, Тифлис.
441. Ратьковский, Пётр Матвеевич, священник, клирик от Туркестанской епархии, 39 лет, Самарканд Туркестанской епархии.
442. Рачинский, Александр Константинович, почетный Мировой судья, мирянин от Черниговской епархии, 50 лет, село Рубаново Конотопского уезда Черниновской епархии.
443. Родзянко, Михаил Владимирович, председатель Государственной Думы IV созыва, Товарищ Председателя Священного Собора, член Соборного Совета, от Государственной Думы, 58 лет, Петроград.
444. Рождественский, Александр Петрович, протоиерей церкви Мариинского Дворца в Петрограде, профессор Петроградской Духовной академии, присутствующий в Святейшем Синоде, член Предсоборного Совета, Председатель отдела о Духовных академиях, член Соборного Совета, 53 года, Петроград.
445. Рождественский, Вячеслав Александрович, епархиальный наблюдатель церковно-приходских школ Симбирской епархии, мирянин от Симбирской епархии, 42 года, Симбирск.
446. Рождественский, Дмитрий Васильевич, протоиерей, профессор Московской Духовной академии, от Московской Духовной Академии, 52 года, Сергиев Посад Московской епархии.
447. Розанов, Сергей Николаевич, врач, от армии Румынского фронта, 40 лет, Действующая армия.
448. Романов, Михаил Петрович, врач, почётный Мировой судья, председатель Астраханского Областного Военно-Промышленного Комитета и Комитета Всероссийского Земского Союза, мирянин от Астраханской епархии, 45 лет, Астрахань.
449. Романович, Георгий Иванович, псаломщик Спасо-Преображенской церкви г. Люблина, клирик от Холмской епархии, 30 лет, Люблин.
450. Россейкин, Фёдор Михайлович, профессор Московской Духовной академии, член Предсоборного Совета, 37 лет, Сергиев Посад Московской епархии.
451. Россиев, Павел Амплиевич, литератор, общественный деятель, директор тюремного Комитета в городе Сочи, мирянин от Сухумской епархии, 44 года, Сочи Черноморской губернии.
452. Рубин, Николай Васильевич, протоиерей Штаба 2-й армии, от военного и морского духовенства, 44 года, действующая армия.
453. Рубцов, Василий Георгиевич, торговый приказчик, мирянин от Тверской епархии, 44 года, деревня Рахманово Кашинского уезда Тверской епархии.
454. Руднев, Павел Яковлевич, инспектор народных училищ Пензенской губернии, мирянин от Пензенской епархии, 36 лет, Краснослободск Пензенской епархии.
455. Руднев, Сергей Петрович, член Симбирского окружного суда, уполномоченный Губернского Комитета Всероссийских Земского и Городского Союзов, мирянин от Симбирской епархии, 45 лет, Симбирск.
456. Рункевич, Степан Григорьевич, помощник Управляющего Канцелярией Священного Синода, член Учебного Комитета при Святейшем Синоде, непременный член Медицинского Совета Министерства внутренних дел, 50 лет, Петроград.
457. Рыбинский, Владимир Петрович, профессор Киевской Духовной академии, от Киевской Духовной Академии, 50 лет, Киев.
458. Рычков, Павел Васильевич, учитель пения Никольского духовного училища, мирянин от Вологодской епархии, 35 лет, Никольск Вологодской епархии.
459. Сабинин, Стефан Александрович, священник Троицкой церкви слободы Подворной Острогожского уезда, клирик от Воронежской епархии, 38 лет, слобода Подворная Острогожского уезда Воронежской епархии.
460. Савельев, Василий Владимирович, член Государственного Совета, от Государственного Совета, 50 лет, Петроград. Признан выбывшим за неприбытием.
461. Садовский, Владимир Петрович, протоиерей Владимирской церкви г. Симбирска, клирик от Симбирской епархии, 49 лет, Симбирск.
462. Салагор, Павел Елисеевич, священник, благочинный, законоучитель Николаевского реального училища, клирик от Херсонской епархии, 35 лет, Николаев Херсонской епархии.
463. Салов, Андрей Александрович, член Московского окружного суда, мирянин от Таврической епархии, 41 год, Москва.
464. Самарин, Александр Дмитриевич, член Государственного Совета, от Государственного Совета, 50 лет, Москва.
465. Самбурский, Константин Иванович, псаломщик Преображенской церкви села Гужовки Борзенского уезда, клирик от Черниговской епархии, 48 лет, село Гужовка Борзенского уезда Черниговской епархии.
466. Самуилов, Вячеслав Никандрович, правитель дел Учебного Комитета при Святейшем Синоде, член Предсоборного Совета, 55 лет, Петроград.
467. Санковский, Александр Васильевич, протоиерей, настоятель Смоленского кафедрального собора, член Высшего Церковного Совета, клирик от Смоленской епархии, 49 лет, Смоленск.
468. Сапин, Роман Эмилианович, помощник смотрителя Севского духовного училища, мирянин от Орловской епархии, 41 год, Севск Орловской епархии.
469. Свечин, Алексей Алексеевич, капитан I ранга, исполняющий должность генерала для поручений при командующем Черноморским флотом, от Черноморского флота, 40 лет, Севастополь.
470. Секундов, Александр Александрович, священник Кресто-Воздвиженской церкви хутора Воздвиженки Глуховского уезда, клирик от Черниговской епархии, 41 год, хутор Воздвиженка Глуховского уезда Черниговской епархии.
471. Семёнов, Митрофан Алексеевич, член Петроградского комитета по делам печати, мирянин от Петроградской епархии, 43 года, Петроград.
472. Серафим (Александров), епископ Челябинский, викарий Оренбургской епархии, Управляющий Екатеринбургскою епархиею (засим — епископ Старицкий), 51 год, Витебск.
473. Серафим (Лукьянов), епископ Сердобольский (засим с 17 января 1918 года — епископ Финляндский и Выборгский), 38 лет, Выборг.
474. Серафим (Остроумов), епископ Орловский и Севский, 37 лет, Орёл.
475. Серафим (Чичагов), архиепископ Тверской и Кашинский, председатель Отдела о монастырях и монашестве, 61 год, Тверь.
476. Сербинов, Пётр Иванович, протоиерей, настоятель Феодоро-Стратилатовской церкви г. Алушты, клирик от Таврической епархии, 40 лет, Алушта Таврической епархии.
477. Сергеев, Гавриил Гурьевич, земледелец, мирянин от Оренбургской епархии, 43 года, Затобольский поселок Кустанайского уезда Тургайской области.
478. Сергий (Петров), епископ Сухумский, 54 года, Сухум.
479. Сергий (Страгородский), архиепископ, а с 28 ноября 1917 года митрополит Владимирский и Шуйский, присутствующий член Святейшего Синода, член Предсоборного Совета, председатель Отдела о церковном суде, член Священного Синода, 50 лет, Владимир.
480. Сергий (Тихомиров), епископ Японский, управляющий Российской Духовной миссией в Японии, 45 лет, Токио, Япония. Не прибыл.
481. Серебряков, Михаил Константинович, диакон Александро-Невской церкви г. Семипалатинска, клирик от Омской епархии, 29 лет, Семипалатинск.
482. Сильвестр (Ольшевский), епископ Омский и Павлодарский, 57 лет, Омск.
483. Симо, Пётр Адамович, протодиакон Петроградского Адмиралтейского собора, от военного и морского духовенства, 34 года, Петроград.
484. Синебрюхов, Александр Иванович, уездный член Минского Окружного Суда по Мозырскому уезду, мирянин от Минской епархии, 57 лет, Мозырь Минской епархии.
485. Синеоков, Яков Арсеньевич, земледелец, мирянин от Омской епархии, 40 лет, с. Таврическое Омского уезда и епархии.
486. Синцов, Василий Иванович, протоиерей, уездный наблюдатель церковно-приходских школ Холмогорского уезда, клирик от Архангельской епархии, 51 год, Холмогоры, Архангельской епархии.
487. Сироткин, Николай Михайлович, священник Кресто-Воздвиженской церкви села Юсупова, Подольского уезда, благочинный, клирик от Московской епархии, 42 года, село Юсупово Подольского уезда Московской епархии.
488. Скабалланович, Михаил Николаевич, профессор Киевской Духовной академии, член Предсоборного Совета, 46 лет, Киев. Признан выбывшим за неприбытием.
489. Скородумов, Евгений Васильевич, преподаватель Тихвинского духовного училища, мирянин от Новгородской епархии, 31 год, Тихвин.
490. Смирнов, Александр Васильевич, митрофорный протоиерей, профессор Петроградского Университета, присутствующий в Святейшем Синоде, член Предсоборного Совета, 59 лет, Петроград.
491. Смирнов, Дмитрий Васильевич, преподаватель Калужской Духовной семинарии, мирянин от Калужской епархии, 51 год, Калуга.
492. Смирнов, Константин Николаевич, инспектор классов Ярославского женского училища духовного ведомства, клирик от Ярославской епархии, 54 года, Ярославль.
493. Смирнов, Михаил Павлович, преподаватель Олонецкой Духовной Семинарии, мирянин от Олонецкой епархии, 36 лет, Петрозаводск.
494. Смирнов, Николай Иванович, столоначальник Гродненской Духовной консистории, мирянин от Гродненской епархии, 42 года, Москва.
495. Смирнов, Павел Михайлович, преподаватель Смоленской Духовной семинарии, мирянин от Смоленской епархии, 45 лет, Смоленск.
496. Смирнов, Пётр Алексеевич, смотритель Шацкого духовного училища, мирянин от Тамбовской епархии, 60 лет, Шацк Тамбовской епархии.
497. Соколов, Владимир Григорьевич, заведующий счетоводством городской управы в городе Баку, мирянин от Бакинского викариатства, 47 лет, Баку.
498. Соколов, Владимир Константинович, профессор Казанского Университета, от Казанского Университета, 46 лет, Казань.
499. Соколов, Иван Иванович, профессор Петроградской Духовной академии, заместитель члена Высшего Церковного Совета, член Предсоборного Совета, 50 лет, Петроград.
500. Соколов, Иван Павлович, профессор Петроградской Духовной академии, от Петроградской Духовной академии, 46 лет, Петроград.
501. Соколов, Николай Александрович, преподаватель Читинского реального училища, мирянин от Забайкальской епархии, 36 лет, Чита.
502. Соколов, Николай Фёдорович, административный судья Новоржевского уезда, мирянин от Псковской епархии, 39 лет, Новоржев Псковской епархии.
503. Соколов, Павел Ильич, митрофорный протоиерей, председательствующий в Училищном Совете при Святейшем Синоде, избран в заместители члена Высшего Церковного Совета, Член Предсоборного Совета, 67 лет, Петроград.
504. Соколов, Поликарп Андреевич, директор народных училищ Минской губернии, мирянин от Минской епархии, 54 года, Минск.
505. Соколовский, Конон Иванович, преподаватель и председатель педагогического совета женских гимназий в Бийске, мирянин от Томской епархии, 47 лет, Бийск Томской епархии.
506. Солдатёнков, Козьма Васильевич, старший лейтенант, старший флаг-офицер Морского Штаба Верховного Главнокомандующего, от действующей армии, 36 лет, Действующая армия.
507. Сорокин, Павел Иванович, бывший инспектор народных училищ, мирянин от Владикавказской епархии, 51 год, Владикавказ.
508. Сосновцев, Андрей Иванович, священник, настоятель Казанской Богородицкой единоверческой церкви города Самары, благочинный, от единоверцев, 49 лет, Самара.
509. Сосунцов, Евгений Фёдорович, священник, настоятель Троицкой церкви г. Казани, клирик от Казанской епархии, 47 лет, Казань.
510. Спасский, Георгий Александрович, протоиерей, главный священник Черноморского флота, от военного и морского духовенства, 40 лет, Севастополь.
511. Спасский, Николай Иосифович, начальник службы сборов Самаро-Златоустовской железной дороги, мирянин от Самарской епархии, 54 года, Самара.
512. Сперанский, Иван Никанорович, псаломщик Успенской церкви в г. Старой Руссе, клирик от Новгородской епархии, 31 год, Старая Русса.
513. Сперанский, Яков Дмитриевич, преподаватель Ставропольской Духовной Семинарии, мирянин от Ставропольской епархии, 44 года, Ставрополь, Ставропольская губерния
514. Стальмашевский, Александр Михайлович, священник, законоучитель Витебской мужской Александровской и женской Алексеевской гимназий, клирик от Полоцкой епархии, 37 лет, Витебск.
515. Станиславский, Алексей Маркианович, протоиерей, настоятель собора г. Богодухова, член Государственной Думы IV созыва, избран в члены Высшего Церковного Совет, клирик от Харьковской епархии, 52 года, Богодухов Харьковской епархии.
516. Старков, Сергей Прокопьевич, протоиерей, законоучитель и настоятель церкви Читинской учительской семинарии, от Забайкальской епархии, 41 год, Чита.
517. Стахиев, Иван Сергеевич, член Пермского Окружного Суда, мирянин от Пермской епархии, 63 года, Пермь.
518. Стешенко, Константин Константинович, протоиерей штаба снабжения армий Юго-Западного фронта, от военного и морского духовенства, 38 лет, Киев.
519. Стукало, Владимир Петрович, ефрейтор штаба 15 Инженерного полка 15 армейского корпуса, от армии Западного фронта, 27 лет, Действующая армия.
520. Суворов, Александр Васильевич, протоиерей, настоятель собора города Липецка, клирик от Тамбовской епархии, 59 лет, Липецк Тамбовской епархии.
521. Суринов, Тимофей Григорьевич, крестьянин, электромеханик, по избранию, мирянин от Курской епархии, 51 год, Курск.
522. Темниковский, Евгений Николаевич, профессор Харьковского Университета, от Харьковского Университета, 45 лет, Харьков.
523. Теодорович, Терентий Павлович, протоиерей, настоятель Успенской церкви г. Варшавы, клирик от Варшавской епархии, 50 лет, Петроград.
524. Тимофеев, Алексей Тимофеевич, крестьянин, мирянин от Псковской епархии, 44 года, деревня Кипрово Покровского уезда Псковской епархии.
525. Тимофеев, Семён Тимофеевич, письмоводитель, мирянин от Могилевской епархии, 38 лет, деревня Рудня Горицкого уезда Могилевской епархии.
526. Титлинов, Борис Васильевич, профессор Петроградской Духовной академии, Член Предсоборного Совета, от Петроградской Духовной академии, 38 лет, Петроград.
527. Титов, Григорий Иванович, земледелец, мирянин ог Таврической епархии, 44, село Тимошевка Мелитопольского уезда Таврической епархии.
528. Тихвинский, Виктор Павлович, преподаватель Тифлисской Духовной семинарии, мирянин от Тифлисской епархии, 33 года, Тифлис.
529. Тихомиров, Константин Николаевич, псаломщик Покровской церкви г. Трубчевска, мирянин от Орловской епархии, 28 лет, Трубчевск, Орловской епархии.
530. Тихон (Беллавин), митрополит Московский и Коломенский, с 21 ноября 1917 года Патриарх Московский и всея России, Член Предсоборного Совета, Председатель Священного Собора, Председатель Соборного Совета, Председатель Священного Синода и Высшего Церковного Совета, по участию в Предсоборном Совете, 53 года, Москва.
531. Тихон (Никаноров), архрхиепископ Воронежский и Задонский, 63 года, Воронеж.
532. Тихон (Оболенский), епископ Уральский и Николаевский, викарий Самарской епархии. Управляющий единоверческими приходами и монастырями Самарской епархии, от монашествующих, университет, Уральск.
533. Томилин, Иннокентий Николаевич, протоиерей, настоятель Борзенской Николо-Александровской железно-дорожной церкви Акшинского уезда, клирик от Забайкальской епархии, 45 лет, станция Борзя, Забайкальской ж. д.
534. Троицкий, Николай Иванович, заведующий Тульской палатой древностей, По избранию, мирянин от Тульской епархии, 66 лет, Магистр богословия, Тула.
535. Трубецкой, Григорий Николаевич, князь Российский посланник в Сербии, исп. об. Директора Дипломатической Канцелярии Верховного Главнокомандующего, избран в заместители члена Высшего Церковного Совета — По избранию, действующей армии, 44 года, Москва.
536. Трубецкой, Евгений Николаевич, князь, профессор Московского Университета, член Государственного Совета, член Предсоборного Совета, Товарищ Председателя Священного Собора, член Соборного Совета, избран в члены Высшего Церковного Совета, от Московского университета 53 года, Москва.
537. Трухманов, Иван Фёдорович, протоиерей, настоятель Преображенской церкви г. Юзовка Бахмутского уезда, клирик от Екатеринославской епархии, 55 лет, Юзовка Екатеринославской епархии.
538. Тураев, Борис Александрович, профессор Петроградского Университета, член Предсоборного Совета, 49 лет, Петроград.
539. Туркевич, Венедикт Иеронимович, протоиерей, законоучитель Морского кадетского корпуса, клирик от Волынской епархии, 44 года, села Дерман Дубенского уезда Волынской епархии.
540. Туркевич, Леонид Иеронимович, протоиерей, настоятель кафедрального собора в Нью-Йорке, клирик от Северо-Американской епархии, 41 год, Нью-Йорк.
541. Тюшняков, Василий Константинович, протоиерей, законоучитель Красноярской Учительской Семинарии, клирик от Енисейской епархии, 46 лет, Красноярск.
542. Ульянов, Иван Иванович, уполномоченный Академии наук для собирания документов и материалов мировой войны, мирянин от Екатеринбургской епархии, 40 лет, Петроград.
543. Урусов, Пётр Дмитриевич, князь; управляющий Ярославским отделением Крестьянского банка, мирянин от Ярославской епархии, 47 лет, Ярославль.
544. Успенский, Владимир Васильевич, и. д. инспектора классов Петроградского Исидоровского епархиального женского училища, член Предсоборного Совета, 43 года, Петроград.
545. Утин, Сергей Яковлевич, 51 год, член Предсоборного совещания, по приглашению Отдела о церковном суде в июне 1918 года, не прибыл.
546. Уткин, Павел Иванович, крестьянин, земледелец, мирянин от Пермской епархии, 44 года, Рождественская волость Кунгурского уезда Пермской губернии.
547. Ухтомский, Алексей Алексеевич, князь; приват-доцент Петроградского Университета, от единоверцев, 42 года, Петроград.
548. Федоренко, Георгий Макарович, учитель церковно-приходской школы, от Воронежской епархии, 34 года, село Еланское Колено Новохоперского уезда Воронежской епархии.
549. Фёдоров, Дмитрий Иванович, псаломщик Николаевской церкви города Валуйки, от клира Воронежской епархии, 26 лет, Валуйки Воронежской губернии
550. Феодор (Лебедев), епископ Старобельский, управляющий Харьковской епархией до 19 августа 1917 года, затем епископ Прилукский, с 10 января 1918 года управляющий Пензенской епархией, 46 лет, Полтава.
551. Феодор (Поздеевский), епископ Волоколамский, викарий Московской епархии, от монашествующих, 41 год, Москва.
552. Феодосий (Феодосиев), епископ Смоленский и Дорогобужский, 52 года, Смоленск.
553. Феофан (Быстров), епископ Полтавский и Переяславский, 44 года, Полтава.
554. Феофан (Гаврилов), епископ Курский и Обоянский, 44 года, Курск.
555. Феофан (Туляков), епископ Калужский и Боровский, 53 года, Калуга.
556. Феофилакт (Климентьев), епископ Слуцкий, викарий Минской епархии, засим Епископ Елисаветпольский, управлявший Кавказским Экзархатом, от клира Минской епархии, 47 лет, Минск.
557. Фигуровский, Иван Васильевич, преподаватель Красноярской Духовной Семинарии, мирянин от Енисейской епархии, 38 лет, Красноярск.
558. Филарет (Никольский), епископ, управляющий тверским Успенским Жёлтиковым монастырём, 60 лет.
559. Филоненко, Фёдор Дмитриевич, протоиерей, присутствующий в Святейшем Синоде, член Предсоборного Совета, 48 лет, Петроград.
560. Фиолетов, Николай Николаевич, экстраординарный профессор Пермского Университета, от Пермского университета, 26 лет, Пермь.
561. Флоровский, Антон Васильевич, и. д. экстраординарного профессора Новороссийского Университета, от Новороссийского Университета, 33 года, Одесса.
562. Фоменко, Александр Дмитриевич, по избранию от Харьковской епархии как заместитель А. Л. Погодина, 32 года.
563. Фомин, Яков Михайлович, землевладелец, городской, уездный и губернский гласный, от мирян Калужской епархии, 54 года, Алешинский хутор Мещовского уезда Калужской епархии.
564. Фотеско, Георгий Григорьевич, земледелец, от мирян Кишиневской епархии, 27 лет, село Акчадары Оргеевского уезда Бессарабской губернии.
565. Харьков, Василий Филиппович, преподаватель Полтавской Духовной семинарии, мирянин от Полтавской епархии, 39 лет, Полтава.
566. Хотовицкий, Александр Александрович, протоиерей, настоятель Успенского собора в Гельсингфорсе, а засим ключарь храма Христа Спасителя в Москве, клирик от Финляндской епархии, 45 лет, Москва.
567. Цветков, Николай Васильевич, протоиерей Покровской церкви на Варварке в Москве, член Предсоборного Совета, 55 лет, Москва.
568. Цветков, Павел Васильевич, нотариус в Одессе, мирянин от Херсонской епархии, 58 лет, Одесса.
569. Чагадаев, Андрей Георгиевич, князь; мировой судья, мирянин от Туркестанской епархии, 39 лет, Ташкент.
570. Чайкин, Георгий Авраамович, Могилёвский епархиальный миссионер, мирянин от Могилёвской епархии, 30 лет, Могилёв.
571. Чельцов, Пётр Алексеевич, священник, инспектор классов и законоучитель Смоленского епархиального женского училища, клирик от Смоленской епархии, 29 лет, Смоленск.
572. Чемоданов, Василий Евстигнеевич, мирянин от Вятской епархии, 61 год, Котельнич Вятской епархии.
573. Черепнев, Пётр Адрианович, крестьянин, мирянин от Орловской епархии, 40 лет, село Нижний Жерновец Ливенского уезда Орловской епархии.
574. Черноуцан, Александр Миныч, помощник смотрителя Нижегородского духовного училища, мирянин от Нижегородской епархии, 34 года, Нижний Новгород.
575. Чернышёв, Фёдор Петрович, хлеботорговец, мирянин от Пензенской епархии, 63 года, Саранск Пензенской епархии.
576. Чернявский, Василий Антонович, священник, законоучитель Платовской гимназии в Новочеркасске, клирик от Донской епархии, 35 лет, Новочеркасск.
577. Четвериков, Сергей Иванович, протоиерей, законоучитель Петровского Полтавского корпуса, клирик от Полтавской епархии, 50 лет, Полтава.
578. Шавельский, Георгий Иванович, протопресвитер военного и морского духовенства, Товарищ Председателя Священного Собора, член Соборного Совета, избран в члены Высшего Церковного Совета, 46 лет, Петроград.
579. Шарин, Иван Сергеевич, священник Покровской церкви г. Барнаула, клирик от Томской епархии, 38 лет, Барнаул.
580. Шарко, Марк Никифорович, казак Кубанского войска, от Ставропольской епархии, 35 лет, станица Курганская Кубанской области.
581. Шахов, Николай Михайлович, земледелец, закупщик кооперативного общества, мирянин от Уральского викариатства, 34 года, станица Шипова Уральской области.
582. Шевалеевский, Владимир Макарьевич, протоиерей, Полоцкий епархиальный наблюдатель церковно-приходских школ, заместитель епископа Двинского Пантелеимона, управляющего Полоцкою епархиею, 44 года, Витебск.
583. Шеин, Василий Павлович, член Государственной Думы IV созыва, Секретарь Священного Собора, член Соборного Совета, член Предсоборного Совета, село Шеино Новосильского уезда Тульской епархии.
584. Шелутинский, Николай Иванович, секретарь Гродненской Духовной консистории, мирянин от Гродненской епархии, 53 года, Москва.
585. Шендрик, Степан Иванович, крестьянин, мирянин от Подольской епархии, 41 год, местечко Мясниковка Ольгопольского уезда Подольской епархии.
586. Шепелев, Василий Григорьевич, крестьянин, мирянин от Владивостокской епархии, 63 года, село Шкотово Приморской области.
587. Шергин, Виктор Прокопьевич, псаломщик Михаило-Архангельской церкви с. Шарапуль Нижнеудинского уезда, клирик от Иркутской епархии, 25 лет, село Шарапуль Нижнеудинского уезда Иркутской епархии.
588. Шидловский, Сергей Илиодорович, член Государственной Думы IV созыва, от Государственной Думы, 56 лет, Петроград.
589. Шилов, Иван Трофимович, старший унтер-офицер, от армии Юго-Западного фронта, 26 лет, село Межевка Осинского уезда Пермской губернии.
590. Шингарев, Василий Александрови, протоиерей, законоучитель Варшавской I женской гимназии, клирик от Варшавской епархии, 47 лет, Москва.
591. Шлеёв, Григорий Степанович, протоиерей Николаевской единоверческой церкви в Петрограде, от единоверцев, 55 лет, Петроград.
592. Шлеёв, Симеон Иванович, протоиерей, благочинный единоверческих церквей Петроградской епархии, член Предсоборного Совета, от единоверцев, 44 года, Петроград.
593. Шошков, Николай Николаевич, купец, мирянин от Финляндской епархии, 38 лет, Гельсингфорс.
594. Щепкин, Иван Петрович, кожевенный заводчик, от единоверцев, 51 год, Саткинский завод, Уфимской епархии.
595. Щукин, Иван Фёдорович, священник Христо-Рождественской церкви поселка Крохина Белозерского уезда, клирик от Новгородской епархии, 45 лет, Посад Крохино Белозерского уезда Новгородской епархии.
596. Щукин, Сергей Николаевич, протоиерей Успенской церкви города Ялты, клирик от Таврической епархии, 45 лет, Ялта.
597. Эристов, Андрей Михайлович, князь; член Государственного Совета, от Государственного Совета. Признан выбывшим за неприбытием.
598. Юницкий, Александр Иванович, протоиерей кафедрального собора св. Александра Невского, 63 года, Баку.
599. Юновидов, Александр Афанасьевич, протоиерей, настоятель Никольского собора города Черняева (ныне Шымкент), клирик от Туркестанской епархии, 40 лет, Черняев Сыр-Дарьинской области.
600. Яцкевич, Виктор Иванович, директор Департамента по делам Православной Церкви, член Предсоборного Совета, 55 лет, Петроград.